# عمر الحاسي
عمر الحاسي هو أستاذ علوم سياسية في جامعة بنغازي في ليبيا، وشغل منصب رئيس الوزراء الليبي خلال الفترة من 6 سبتمبر 2014 حتى 31 مارس 2015 وهو من مواليد مدينة الجبل الأخضر في ليبيا.

## رئاسة الوزراء
كان الحاسي قد تنافس مع أحمد معيتيق للحصول على أصوات أعضاء المؤتمر الوطني لتولي رئاسة الوزراء في 29 أبريل 2014، وخسر أمامه، لكن معيتيق لم يتمكن من تولى المنصب لقرار المحمكة العليا أن التصويت غير قانوني. ما أجاز لعبد الله الثني مواصلة إدارة الحكومة المؤقتة.

## تكليفه رئاسة حكومة الإنقاذ
عينه المؤتمر الوطني العام في ليبيا المنتهية ولايته رئيساً للوزراء لحكومة سميت «حكومة الإنقاذ» ، وأدي اليمين يوم 23 سبتمبر 2014، ورغم أن مقر حكومة الحاسي هو طرابلس عاصمة ليبيا، لكن اعتبر رئيس الحكومة الليبية عبد الله الثني أن قرار تعيين الحاسي رئيس وزراء غير شرعي، على اعتبار أن لم يُعين من قبل مجلس النواب الليبي المنعقد في مدينة طبرق وهو السلطة التي يعتبرها مخوله بذلك، خصوصاً وأن مجلس النواب قد جدد الثقة لعبد الله الثني رئيساً للوزراء.

## ما بعد رئاسة الوزراء
في 1 ديسمبر 2016 ، أعلن عن تشكيل المجلس الأعلى للثورة ، الذي ادعى البعض أنه هيئة تنفيذية موازية ، لكن هذه المجموعة منذ إنشائها تشير إلى نفسها باسم جمعية الوطنيين الأحرار.
في 12 مايو 2018، أسس الحاسي مع محمود رفعت مجموعة العمل الدولية من أجل السلام في ليبيا ، والتي اتهمت ممثلي الأمم المتحدة الذين أرسلوا إلى ليبيا بانتهاك قرارات مجلس الأمن المتعلقة بليبيا. انطلقت مجموعة العمل الدولية من أجل السلام في ليبيا من العاصمة التونسية تونس كمجموعة سياسية وقانونية. تتألف بشكل أساسي من سياسيين ليبيين وخبراء قانونيين دوليين لمقاضاة مرتكبي جرائم الحرب في ليبيا.

## وزراء حكومة عمر الحاسي
في 3 سبتمبر 2014 تشكلت الوزارة وضمت وزراء حكومة الحاسي المكلفة من قبل المؤتمر:
1. محمد الغيراني (الخارجية).
2. مصطفى القليب (العدل).
3. عادل اعنيبة (التعليم العالي).
4. إبراهيم مكاري (التربية).
5. سميرة الفرجاني (الشؤون الاجتماعية).
6. عبدالسلام المنفي (المالية).
7. علي الهوني (الإعلام).
8. محمد بالخير (العمل).
9. مبروك علي (السياحة).
10. يونس عيسى (الثقافة).
11. محمد عيسى (الأوقاف).
12. سليمان العجيلي (الاقتصاد).
13. مفتاح الفقي (الصناعة).
14. ما شاء الله الزوي [الفرنسية] (النفط).
15. خليفة الغويل (الدفاع).
16. محمد رمضان شعيتر البرغثي(الداخلية).وهو ليس محمد محمود موسى البرغثي وزير الدفاع الأسبق.
17. المبروك أحمد علي (الصحة).